# Stanley Hooker
Sir Stanley George Hooker (30 de septiembre de 1907 - 24 de mayo de 1984) fue un matemático e ingeniero de motores a reacción británico. Comenzó a trabajar en Rolls-Royce, donde intervino en el diseño de algunos de sus primeros motores aeronáuticos, como el Welland y el Derwent, y más adelante en Bristol Aero Engines, donde contribuyó al desarrollo del turbohélice Proteus y a resolver los problemas del turborreactor Olympus. Posteriormente diseñó el famoso turbofán Pegasus de empuje vectorial, utilizado en el Hawker Siddeley Harrier.

## Primeros años
Stanley George Hooker nació en Sheerness, una localidad costera del sureste de Inglaterra. Se educó en la Borden Grammar School, tras lo que ganó una beca para estudiar matemáticas y, en particular, fluidodinámica, en el Imperial College de Londres. Interesado por la aerodinámica, ganó la beca de aeronáutica Busk en 1928 y se trasladó al Brasenose College, donde se doctoró en esta especialidad en 1935.

## Rolls-Royce
A finales de 1937, mientras trabajaba para el Almirantazgo británico, solicitó un empleo en Rolls-Royce y, después de ser entrevistado por Ernest Hives, se incorporó a la empresa en enero de 1938. Se le permitió estudiar temas de su interés, y pronto pasó a formar parte del departamento de diseño de sobrealimentación, donde estudió el diseño de los compresores utilizados en el motor Merlín, determinando que se podrían realizar grandes mejoras en su eficiencia. Sus recomendaciones se pusieron en práctica en la línea de producción de las versiones más nuevas del motor, en particular el Merlín 45, mejorando su potencia en aproximadamente un 30%, y luego del Merlín 61.
A partir de octubre de 1940 se instaló el Merlín 45 en el Spitfire Mk V, que se convertiría en la versión del caza producida en mayor número. Ese mismo año, el Ministerio del Aire Británico solicitó un motor Merlín con turbocompresor para su uso en el futuro bombardero Wellington VI de gran altitud. Rechazando la sugerencia de usar un turbocompresor, Hooker diseñó un sobrealimentador de dos etapas para el motor, con el Merlín 61 sobrealimentado de dos etapas resultante instalado en el Spitfire Mk IX (la segunda variante de Spitfire más producida), que entró en servicio en julio de 1942. El Merlín 61 llegó a tiempo para darle al Spitfire una ventaja desesperadamente necesaria en velocidad de ascenso y techo de servicio sobre el Focke-Wulf Fw 190.
Uno de los principales resultados de su trabajo introdujo un método generalizado para predecir y comparar el rendimiento del motor de una aeronave en condiciones de vuelo. El estado de este trabajo se resumió en un informe interno de Rolls-Royce en marzo de 1941 y fue hecho público por el Rolls-Royce Heritage Trust en 1997.
En 1940, Hooker conoció a Frank Whittle, que estaba preparando la producción de su primer motor a reacción con calidad de producción, el W.2. En 1941, el Ministerio del Aire (Reino Unido) había ofrecido contratos a Rover para comenzar la producción, pero Whittle estaba cada vez más frustrado por la incapacidad de la compañía para entregar varias piezas necesarias para comenzar a probar el nuevo motor. Hooker estaba emocionado y, a su vez, invitó al presidente de Rolls-Royce, Ernest Hives, a visitar la fábrica de Rover en Barnoldswick. Whittle le mencionó los problemas que estaba padeciendo, y Hives le sugirió que le enviara los planos del motor. Al poco tiempo, la fábrica de motores y sobrealimentadores de Rolls de Derby estaba suministrando las piezas necesarias.
La compañía Rover no estaba más contenta con la situación que Whittle. En 1942, Maurice Wilks de Rover se reunió con Hives y Hooker en el hotel Swan and Royal de la pequeña ciudad de Clitheroe. Wilks y Hives finalmente acordaron que Rover se haría cargo de la producción de la fábrica del motor de tanque Rolls-Royce Meteor en Nottingham, mientras que Rolls-Royce se haría cargo de la fábrica de motores a reacción en Barnoldswick. Hooker pronto se encontró como ingeniero jefe de la nueva fábrica, entregando el reactor W.2 con el nombre de Rolls-Royce Welland, que pasó a impulsar los primeros modelos del caza a reacción Gloster Meteor. Un desarrollo del Welland, conocido como Derwent, impulsó la gran mayoría de los modelos posteriores.
Whittle se había trasladado a los Estados Unidos en 1942 para colaborar con General Electric con el fin de poner el W.2 en producción en Norteamérica, y regresó a principios de 1943. Hooker también visitó los Estados Unidos en 1943 y se sorprendió al descubrir que habían realizado cambios importantes y elevado el empuje a 4000 lbf (17,8 kN). A su regreso a Inglaterra, decidió que Rolls-Royce debería recuperar el liderazgo de potencia, y en 1944 el equipo comenzó a desarrollar una versión más grande del Derwent, el Rolls-Royce Nene de 5500 lbf (24 465,2 N) de empuje. Si bien resultó ser un diseño exitoso, no se usó ampliamente en aviones británicos, y Rolls-Royce finalmente vendió una licencia a los Estados Unidos, y posteriormente varios motores a la Unión Soviética, que luego los copió sin licencia. Esto desató una importante disputa política, y pronto el caza Mikoyan-Gurevich MiG-15, impulsado por un reactor Klimov VK-1 (una copia del Nene), superó todo lo que Estados Unidos o Gran Bretaña tenían para contrarrestarlo.
Mientras tanto, el equipo de Hooker había comenzado a desarrollar su primer motor de flujo axial, que había sido diseñado por A. A. Griffith en Derby y que entonces se conocía como el AJ.65, pero que pronto sería rebautizado como Avon. El motor no dio buenos resultados al principio, y Hooker sintió que se le culpaba de estos problemas. Al mismo tiempo, Rolls-Royce había decidido que sus motores de pistón existentes eran un callejón sin salida, y trasladó todo el trabajo de los futuros motores a reacción de Barnoldswick a Derby, su principal factoría de motores. Esto redujo el papel de Hooker en la empresa, y después de un efrentamiento personal con Hives, abandonó la compañía.

## Bristol
En enero de 1949, Hooker comenzó a trabajar en la empresa Bristol Aero Engine, centrándose de inmediato en solucionar los diversos problemas del motor turbohélice desarrollado por Bristol, el Proteus (conocido internamente como Diseño X), que estaba destinado a impulsar varios diseños de aviones de la compañía, incluido el Britannia. La tarea de corregir los muchos fallos de diseño del Proteus fue inmensa, pero finalmente se logró solventar la mayoría de los problemas principales. Sin embargo, un accidente casi fatal en febrero de 1954 del Britannia G-ALRX, debido a una fallo en el engranaje recto, provocó una llamada telefónica de Hives (su antiguo jefe en Rolls-Royce), quien posteriormente envió a su mejor equipo de ingenieros aeronáuticos. Elliott, Rubbra, Lovesey, Lombard, Haworth y Davies brindaron a Hooker la ayuda que necesitaba desesperadamente. Lamentablemente, esta fue la última comunicación entre los dos grandes hombres.
El Proteus se puso en producción al poco tiempo, pero no tuvo un uso generalizado, ya que solo se construyó una pequeña cantidad de Britannias. Hooker también trabajó en terminar el Olympus, desarrollando versiones posteriores que se usarían en el Avro 698 Vulcan y en el Concorde, además del desarrollo adicional para el TSR2 que no llegó a ver la luz.
En 1952, la compañía Folland le preguntó a Hooker si podía producir un motor de 5000 lbf (22,2 kN) de empuje para impulsar su nuevo caza liviano, el Gnat. Con este fin, produjo su primer diseño completamente original, el Orpheus, que pasó a alimentar el Fiat G.91 y otros cazas ligeros. Posteriormente usó el Orpheus como la base de un motor de empuje vectorial experimental para aviones VTOL, en ese momento considerado por la mayoría como la próxima gran novedad en el diseño de aviones. Al equipar un Orpheus para gestionar el aire del compresor y la turbina, el empuje podía dirigirse hacia abajo, creando el motor Pegasus, conduciendo al desarrollo del Hawker Siddeley Harrier que lo utilizó.
A fines de la década de 1950, el Ministerio del Aire forzó una serie de fusiones en el campo aeroespacial que dejaron solo dos compañías de fuselajes y dos compañías de motores. Bristol se fusionó con Armstrong Siddeley para convertirse en Bristol Siddeley en 1958, mientras que la mayoría de las demás empresas de motores restantes se fusionaron con Rolls-Royce. En 1966, Bristol Siddeley fue comprada por Rolls-Royce mediante una liquidación en efectivo, con el resultado de que quedó una única compañía de motores aeronáuticos en Inglaterra.
Después de un breve período, Hooker se retiró en 1967 y se quedó solamente como consultor. La eminencia de Hooker en el campo fue ampliamente reconocida y fue nombrado Miembro Honorario del AIAA.
En 1970, se retiró por completo, dolido porque después de casi 30 años en la industria, nunca se había convertido en Director de Desarrollo de Motores.

## Regreso a Rolls-Royce
En febrero de 1971, Rolls-Royce estaba inmersa en un proceso de administración judicial debido a los elevados costes de su proyecto RB.211. Justo antes de la quiebra, a finales de 1970, Hugh Conway (Director Gerente del Grupo en Turbinas de Gas) acordó que Hooker debería cancelar su retiro para ir a Derby con el fin de evaluar la situación, insistiendo en que se le otorgara el estatus de Director Técnico en Derby.
Hooker se hizo responsable de la supervisión técnica de las cuatro divisiones de turbinas de gas, liderando el trabajo de Rolls-Royce para mejorar tanto la potencia como el consumo de combustible del motor.
'The situation came to a head in February 1971, just before we got the improved engine on test, when Lord Cole declared Rolls-Royce insolvent'.
Fue nombrado inmediatamente miembro del directorio de la nueva empresa nacionalizada, Rolls-Royce (1971) Ltd. Como director técnico, brindó la experiencia, el impulso y la energía necesarios para liderar e inspirar al equipo, incluido el reclutamiento de antiguos colegas (algunos jubilados desde hacía mucho tiempo), para rectificar los problemas y pronto el RB.211 entró en producción. Su primera aplicación fue para el avión comercial Lockheed's L-1011 Tri-Star. Hooker y su revitalizado equipo luego completaron el diseño de la serie RB211-524 más avanzada. Esto sería dos años antes, bajo la dirección de Sir Kenneth Keith, cuando finalmente se les permitió seguir adelante con su desarrollo completo.
Hooker recibió el título de caballero para su papel en 1974. Después de otros cuatro años en la compañía, se retiró una vez más en 1978.
En 1975, la Universidad de Bath le otorgó un título honorífico de Doctor en Ciencias.
Durante su regreso a Rolls-Royce, Sir Stanley formó parte de varias misiones comerciales de alto nivel a China. Esto lo llevó a convertirse en profesor honorario de ingeniería aeronáutica en Universidad de Pekín.
El último año de la vida de Sir Stanley Hooker fue una valiente lucha contra la enfermedad. Estaba decidido a completar su autobiografía, y en esto, como en la mayoría de sus empresas, tuvo éxito. Con asombrosa precisión logró posponer la muerte hasta el día anterior a la publicación de la obra. En 1984, por lo tanto, se publicó su autobiografía, titulada "Not Much of an Engineer" (No mucho de un ingeniero), en referencia a una broma que Hives había hecho al ver su currículo (Hooker era matemático de formación) durante la entrevista de trabajo que mantuvieron.
A finales de la década de 1980, el piloto de pruebas Bill Bedford dio una charla en la sala de subastas Christie's de South Kensington, Londres. Había sido el piloto de pruebas original del Harrier en Dunsfold. Bedford habló sobre los diversos aviones de combate que había pilotado, muchos de los cuales habían sido propulsados por motores de Hooker. En la pantalla situada detrás de él, hacia el final de su charla, mostró una foto de Hooker y dijo: "Tendré que pensar un poco en esto, pero si me preguntaran quién fue el ingeniero más grande de Gran Bretaña, tengo que decidir entre Brunel y Sir Stanley Hooker, pero probablemente me decante por Sir Stanley".
En una serie de televisión producida por Johnathan Lewis, Sir Kenneth Keith declaró: "Siempre pensé que Stanley era casi un genio. Era muy, muy inteligente y muy buen ingeniero. Los muy buenos ingenieros son muy difíciles de encontrar. No hay demasiados en una generación o en un país."

## Reconocimientos
- Orden del Imperio Británico desde 1984.[12]
- Nombrado Miembro de la Royal Society (FRS) en 1962.[13][1][14]
- Miembro de la Royal Aeronautical Society, de la MIMechE,[15] y de la Asociación Estadounidense para el Avance de la Ciencia.